# Isoperla miwok
Isoperla miwok är en bäcksländeart som beskrevs av Bottorff, R.L. och Szczytko 1990. Isoperla miwok ingår i släktet Isoperla och familjen rovbäcksländor. Inga underarter finns listade i Catalogue of Life.